# Per Krafft der Ältere
Per Krafft der Ältere (* 16. Januar 1724 in Arboga; † 7. November 1793 in Stockholm) war ein schwedischer Maler.
Er war bis 1747 in Kopenhagen ein Schüler von Johan Henrik Scheffel (1690–1781) und dann von Carl Gustaf Pilo.
Durch Pilo lernte er den Finanzminister Otto Thott kennen, für den er mehrere Porträts fertigte. 1755 sandte Thott ihn mit einer Kommission nach Paris, wo sie 200 Gemälde, von Künstlern wie Rigaud, Largillière und Mignard, kopieren sollten. Dort war er ein Schüler von Alexander Roslin, aber mehr zogen ihn die Arbeiten von Chardin und Greuze an.

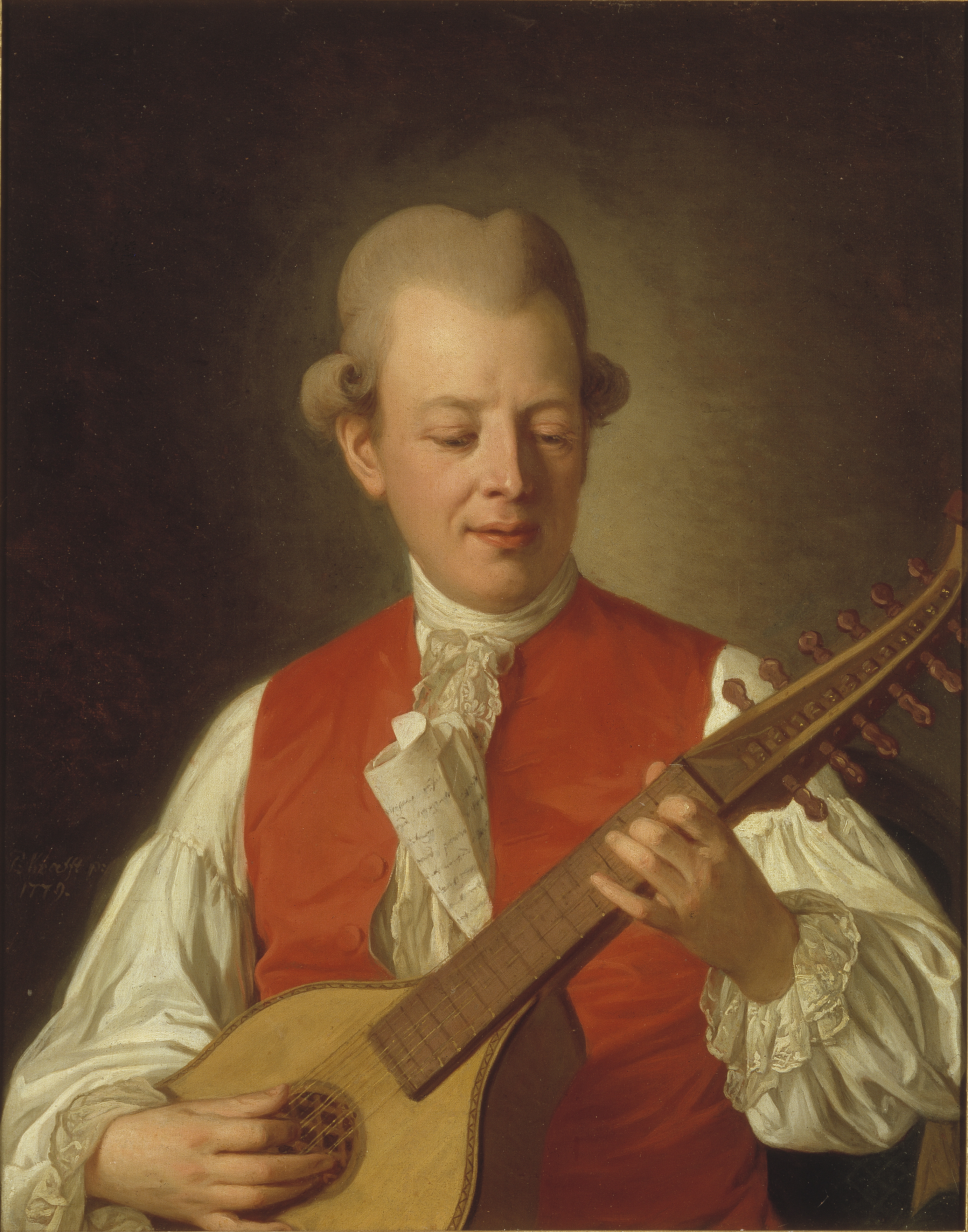
Per Krafft d. Ä.: Bildnis des Carl Michael Bellman, 1779

Auf Roslins Empfehlung wurde er im September 1762 an der Akademie der freien Künste zu Bayreuth Professor für Malerei. Für sieben Wochenstunden (drei im Aktzeichnen nach lebendem Modell mit Muskellehre und vier Malstunden) bezog er ein Gehalt von 640 fl fr. Dort malte er Elisabeth Friederike Sophie von Brandenburg-Bayreuth.
Nach dem Tode des Markgrafen Friedrich im Februar 1763 blieb er in Bayreuth und malte das lebensgroße Porträt des Ministers Friedrich Wilhelm Ellrodt. Die Stadt Bayreuth schenkte es König Ferdinand von Bulgarien. Nachdem er 1764/65 in Italien studiert hatte, kehrte er nochmals nach Bayreuth zurück.
1767 wurde er in Warschau Hofmaler von Stanislaus II. August Poniatowski.
Nach seiner Rückkehr nach Stockholm im Jahre 1768 wurde er 1773 Mitglied und Professor an der Kungliga Akademien för de fria konsterna und malte noch weit über 100 Bildnisse.
1775 heiratete er Maria Wilhelmina Ekebom. Ihr Sohn Per Krafft der Jüngere wurde Porträt- und Historienmaler und ihre Tochter Wilhelmina Krafft (1778–1828) Miniaturenmalerin.